# Empresa pública
Empresa pública é a pessoa jurídica de direito privado administrada exclusivamente pelo poder público, instituída por um ente estatal, com a finalidade prevista em lei e sendo de propriedade única do Estado. A finalidade pode ser de atividade econômica ou de prestação de serviços públicos. É um instrumento de ação do estado, sendo integrante da administração indireta e constituída sob qualquer das formas admitidas pelo direito. Seu capital é formado unicamente por recursos públicos de pessoa de administração direta ou indireta. Pode ser federal, estadual, distrital ou municipal. A empresa pública tanto pode ser criada originariamente pelo Estado como ser objeto de transformação de autarquia ou de empresa privada, sua criação depende de autorização específica; já para extingui-las precisa-se apenas de uma autorização legislativa, não necessitando ser específica.
Quanto ao capital, difere-se das sociedades de economia mista porquanto nestas, ainda que a titularidade seja igualmente do poder público, o capital social é dividido também entre particulares, que adquirem suas quotas por meios da compra de ações.

## Descrição
Empresas públicas são aquelas criadas por expressa autorização legal, se constituindo de capital exclusivamente público, mas que se regem pelas normas comerciais e que são criadas para que o Estado exerça atividades de caráter econômico ou execute serviços públicos. Vêm da administração pública indireta e são de direito privado. Por serem empresas públicas, regem-se pelos ditames do Estado, que as controla, porém acompanham a dinâmica comercial vigente.
Têm muita semelhança com as sociedades de economia mista, mas não o são, já que as empresas públicas não admitem capital privado. Demonstram grande relevância ao Estado, pois, através delas, este pode exercer determinadas atividades com uma maior maleabilidade, sem estar preso tanto a aspectos burocráticos.

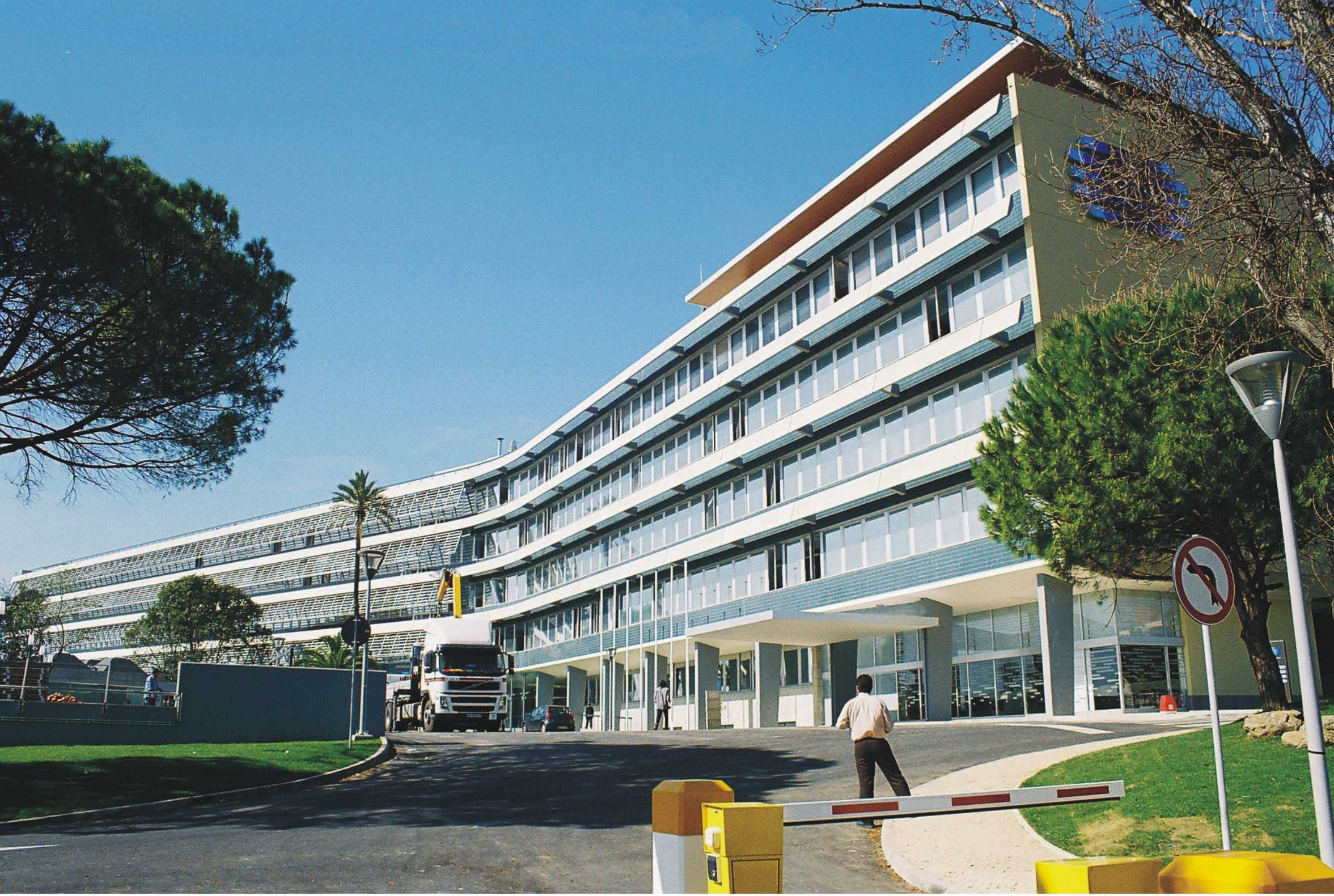
Sede da Rádio e Televisão de Portugal, que é um exemplo de empresa pública

## Personalidade jurídica
Sua personalidade é de direito privado e suas atividades têm, como fundamento, os preceitos comerciais. É uma empresa estatal, constituída, organizada e controlada pelo poder público. Possui natureza ambivalente, pois pertence ao mesmo tempo ao domínio público e ao domínio privado, sem se identificar completamente com um ou com outro. São voltadas para a exploração de atividades econômicas ou para a prestação de serviços públicos. Elas não atuam integralmente sob regência do direito privado, possuindo um regime jurídico determinado pela natureza de seu objeto e de suas atividades. Submetem-se apenas às normas do direito público quando a constituição determinar, ou quando tiver disposição legal específica. Estão sujeitas às normas e princípios do direito pelo princípio da continuidade dos serviços públicos.

## No Brasil
No Brasil, as empresas públicas se subdividem em duas categorias: "empresa pública unipessoal", com patrimônio próprio e capital exclusivo da União, dos Estados, do Distrito Federal ou dos Municípios; e "empresa pública pluripessoal", no qual a União, os Estados, o Distrito Federal ou os Municípios tem a maioria do capital votante e se unem as autarquias, as fundações públicas, as empresas públicas, as sociedades de economia mista, esses com capital votante minoritário.
A administração das empresas públicas no Brasil é feita por dirigentes nomeados pelo presidente da República, sendo, via de regra, pessoas do próprio quadro funcional. A partir da Emenda Constitucional nº 19 de 1998, contemplou-se, como princípio basilar à atuação da empresa pública, o princípio da eficiência, cujo objetivo é uma maior credibilidade e celeridade operacional dos atos praticados por elas.
O ingresso na carreira do emprego público se dá somente por meio de concurso público, assegurado o acesso por todo brasileiro ou estrangeiro naturalizado. Além dos empregados de carreira, há outros trabalhadores que cumprem funções nestas empresas. É o caso dos terceirizados, estagiários e voluntários.
Quanto à discricionariedade administrativa, financeira e patrimonial, principalmente após a revogação do artigo 171 e seus parágrafos da constituição brasileira de 1988 pela emenda constitucional nº 6, em 1995, tais empresas devem seguir estrita observância ao que prescreve a lei 8 666/93¹. A criação de empresas públicas era limitada pelo artigo 173 da constituição, o qual foi revogado pela emenda constitucional nº 6 de 15 de agosto de 1994. O quadro de pessoal é regido pela Consolidação das Leis do Trabalho (CLT), tal como as empresas privadas, e não por regime estatutário, como ocorre na administração direta, autárquica e fundacional. Não obstante, por se tratar da um ramo da administração indireta, o ingresso do empregado ocorre por meio de concurso público de provas ou de provas e títulos.
São exemplos de empresas públicas no Brasil:
- Banco Nacional de Desenvolvimento Econômico e Social
- Caixa Econômica Federal
- Companhia Brasileira de Trens Urbanos
- Empresa Brasil de Comunicação
- Empresa Brasileira de Correios e Telégrafos
- Empresa Brasileira de Pesquisa Agropecuária
- Empresa Brasileira de Serviços Hospitalares
- Serviço Federal de Processamento de Dados